# Onuphis declivorum
Onuphis declivorum är en ringmaskart som först beskrevs av Fauchald 1982.  Onuphis declivorum ingår i släktet Onuphis och familjen Onuphidae. Inga underarter finns listade i Catalogue of Life.